# Short S.25 Sunderland
Le Short S.25 Sunderland britannique est un hydravion de patrouille maritime à coque mis au point pour la Royal Air Force par Short Brothers. Il effectua son premier vol le 16 octobre 1937 avec à ses commandes le pilote d'essai en chef de chez Short, John Lankester Parker. Basé en partie sur le Short S.23 Empire, l'avion phare de la compagnie d'aviation civile Imperial Airways, le Short Sunderland a été largement repensé pour son action militaire. Il a été l'un des plus puissants hydravions de la Seconde Guerre mondiale et a été largement utilisé tout au long de la guerre. Il a été employé dans la lutte contre les sous-marins allemands dans la bataille de l'Atlantique. Les S.25 de la RAF servirent aussi durant la guerre de Corée et restèrent en action jusqu'en 1959. Ceux de la Royal New Zealand Air Force (RNZAF) jusqu'en 1967. Le S.25 doit son nom de baptême à la ville de Sunderland dans le nord de l'Angleterre.

## Développement
Le début des années 1930 fut marqué par une compétition intense pour le développement d'hydravion à grand rayon d'action pour des vols commerciaux transatlantiques, cependant le Royaume-Uni n'avait aucune alternative à aligner face au Sikorsky S-42 américain, qui se taillait la part du lion.
Ainsi, en 1934, la British Postmaster General (en) annonça que tous les courriers Royal Mail prioritaires seraient envoyés à l'étranger par avion. Cela permit d'amorcer le développement du transport aérien intercontinental au départ de l'Angleterre, au même titre que celui fait 10 ans plus tôt aux États-Unis.
En réponse, Imperial Airways annonça un appel d'offres aux constructeurs aéronautiques pour la conception et la construction de 28 hydravions de 18,2 tonnes et d'un rayon d'action de 1 100 km (ou 700 miles) pour une capacité de 24 passagers.
Le contrat fut remporté par la compagnie Short Brothers de Rochester. Bien que la Short construisît de longue date des hydravions pour l'Armée et l'Imperial Airways, aucun n'était de la taille et de la complexité demandée, mais l'opportunité d'un gros contrat l'emporta. Le directeur de la compagnie, Oswald Short (en), lança donc un programme accéléré pour concevoir un hydravion qui dépassait tout ce qui avait été construit avant.
Alors que le premier S.23 était en cours de développement, le Air Ministry britannique émis le besoin d’une version purement militaire d’un de ces hydravions. Le ‘’Air Ministry Specification R.2/33’’ émis en 1933 par le gouvernement anglais appelait donc à la conception d’un hydravion de nouvelle génération pour la reconnaissance maritime. Ce nouvel avion devait être un quadrimoteur soit en configuration biplan ou monoplan.
La ‘’R.2/33 specification’’ fut réalisée en parallèle de la commande d’Imperial Airways, mais avec une priorité moindre. L’ingénieur en chef du projet Arthur Gouge (it), dessina une première configuration de l’appareil avec un canon de 37 mm installé en tourelle de nez et une mitrailleuse simple Lewis de 7,92 mm dans celle de queue. Tout comme sur le S.23, Gouge essaya de minimiser la traînée et le nez de ce nouvel appareil fut donc allongé.
Cette version militaire fut désignée S.25 et le projet fut soumis au Air Ministry en 1934. La société Saunders-Roe répondit également à l’appel d’offres R.2/33, et présenta son Saunders-Roe A.33. Les deux prototypes S.25 et A.33 furent commandés pour évaluation par le ministère. Le S.25 effectua son vol inaugural en octobre 1937.

## Conception
Le S.25 Sunderland et le S.23 Empire partagent beaucoup de points communs mais leur profil de coque est relativement différent. Lors de la construction, l'armement prévu fut remplacé par une seule mitrailleuse Vickers K (en) de 7,7 mm dans la tourelle de nez (au lieu d'un canon de 37 mm) et 4 mitrailleuses Browning 1919 de 7,7 mm dans la tourelle de queue (au lieu d'une seule mitrailleuse Lewis). L'ajout de cette tourelle motorisée modifia le centre de gravité de l'appareil et obligea donc l'ingénieur Gouge à des modifications supplémentaires. Le premier prototype vola, sans armement, le 16 octobre 1937. Après les premiers essais en vol, l'angle des ailes du prototype (immatriculé K4774) furent modifiées de 4°15 vers l'arrière. pour permettre d'ajouter une entretoise dans la bôme frontale. Cette modification permit de compenser le changement du centre de gravité. L'appareil ainsi modifié vola le 7 mars 1938 avec des moteurs Bristol Pegasus XXII de 1 010 ch.
Tout comme le S.23, le Sunderland était équipé de deux ponts avec pour le pont inférieur 6 couchettes, une cuisine avec deux réchauds à kérosène, un cabinet de toilette en porcelaine, un treuil pour l'ancre et un petit atelier pour les réparations devant être effectuées en vol. L'équipage prévu initialement était de 7 membres mais il fut rapidement monté à 11 ou plus sur les dernières versions.
L'appareil était d'une conception tout en métal riveté mises à part les surfaces de vol qui étaient composées de cadres métalliques recouverts de tissu. Les volets étaient conçus spécialement par Gouge pour accroître la surface de portance de l'aile de 30 % pour les amerrissages en se déplaçant vers l'arrière et en bas.
Les ailes, de section épaisse, étaient conçues pour supporter 4 nacelles moteurs et 6 réservoirs cylindriques de carburant pour une capacité totale de 2 025 gallons impériaux. 4 petits réservoirs additionnels furent ajoutés plus tard pour augmenter la capacité à 11 602 litres ou 2 550 gallons impériaux, suffisant pour des patrouille de 8 à 14 h de vol.

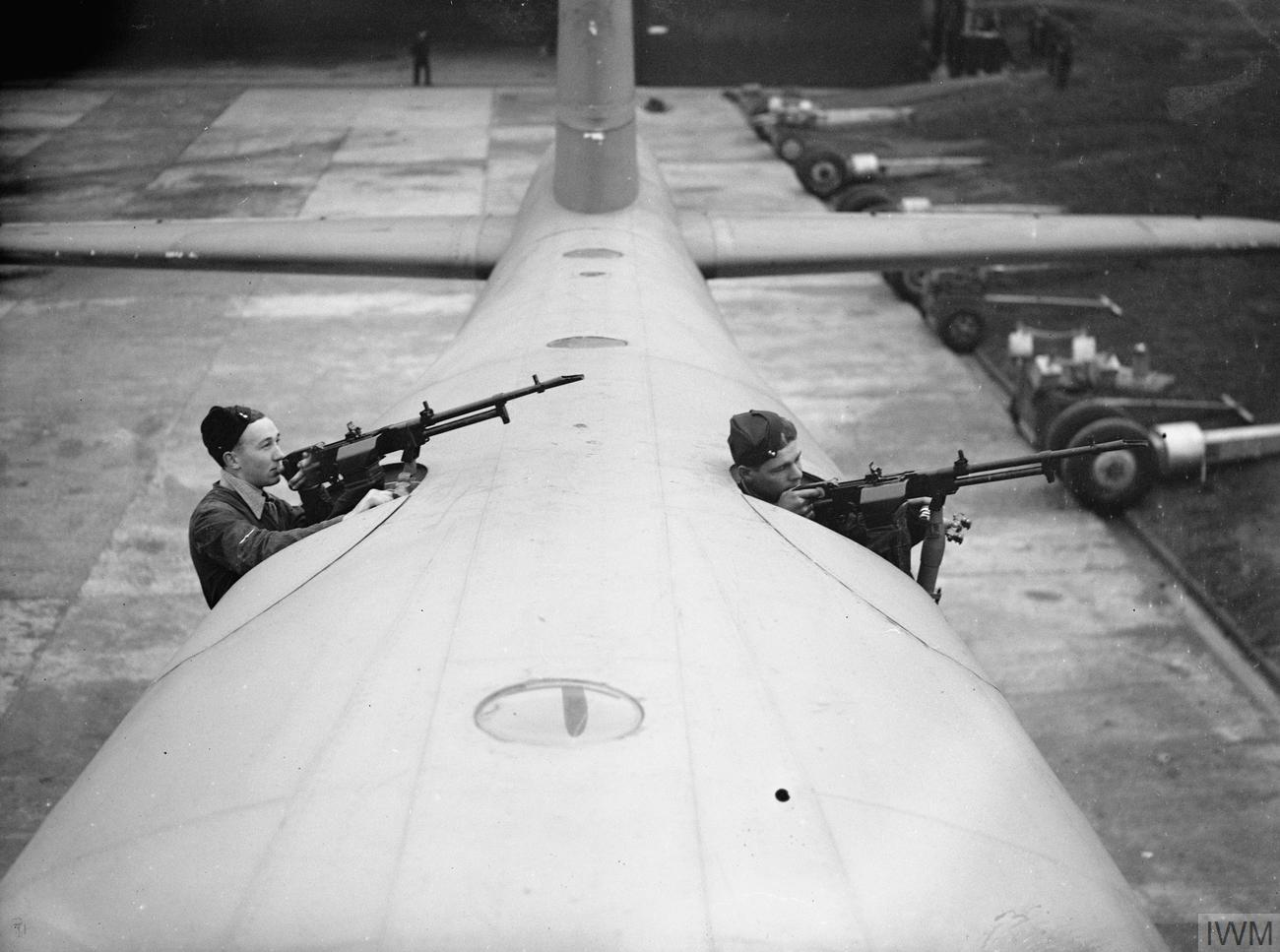
Démonstration de l'utilisation des mitrailleuses manuelles arrière.

L’appel d’offres initial du projet stipula que l’appareil devait être armé d’un canon de 37 mm en défense et devait pouvoir transporter 910 kg de bombes, mines sous-marines ou charges de profondeur. Ces munitions étaient stockées dans le fuselage et amenées sous le centre des ailes par des rails, en passant par des portes situées de chaque côté de la soute à bombes. L’armement défensif était composé d’une tourelle motorisée Nash & Thomson (en) FN-13 avec 4 mitrailleuses Browning de 7,7 mm à l’extrémité de la queue, plus quatre mitrailleuses manuelles de même calibre tirant par des sabords de chaque côté du fuselage en avant et en arrière des ailes. Plus tard, une tourelle bitube fut adaptée sur le sommet du fuselage au niveau du bord de fuite des ailes, ce qui monta l’armement défensif à plus de 18 mitrailleuses, plus qu’aucun autre avion durant ce conflit. D'où le surnom donné par les aviateurs allemands « Le Porc Epic ».

### Navigation sur l’eau
Comme tous les hydravions, le S.25 devait être capable de naviguer sur l’eau et de s’amarrer. En plus des feux de navigation standards, il fut pourvu d’un mat démontable, qui venait se positionner sur le fuselage juste en arrière de la verrière, permettant de signaler sa position à 360° à l’aide d’une lumière blanche. L’équipage était entraîné à utiliser et reconnaître les signaux de navigation maritime.
L’avion pouvait être amarré à une bouée via un anneau fixé à la coque situé juste en dessous de la fenêtre du bombardier. À l’ancrage, un bollard escamotable était fixé à l’endroit où la tourelle avant se rétractait, permettant de laisser assez de place à un membre de l’équipage pour fixer les amarres et remonter l’ancre.
Une ancre de marine standard était stockée dans le compartiment avant. En fonction du type d’attache, une ancre différente pouvait être utilisée.
Le pilote pouvait diriger l’appareil sur l’eau au moyen des gouvernes et des ailerons et en variant la vitesse des moteurs. Exercice qui pouvait se révéler difficile en cas de combinaison de vents et courants contraires.

### Accès et maintenance
L’accès au Sunderland se faisait principalement par la porte située sur le côté gauche de la proue. Une autre porte externe était située sur le côté droit au niveau de la queue. Cette porte servait pour l’embarquement des passagers à partir d’un ponton de type Brady (en forme de « U »). Cet accès était aussi utilisé en pleine mer pour embarquer des passagers ou des civières, du fait que la porte avant gauche était située trop près des hélices, qui devaient être en fonctionnement pour maintenir la position de l’appareil sur l’eau.
L’accès normal en pleine mer se faisait par une écoutille située sur le dessus de l’appareil juste derrière la verrière pour arriver dans le poste du navigateur.

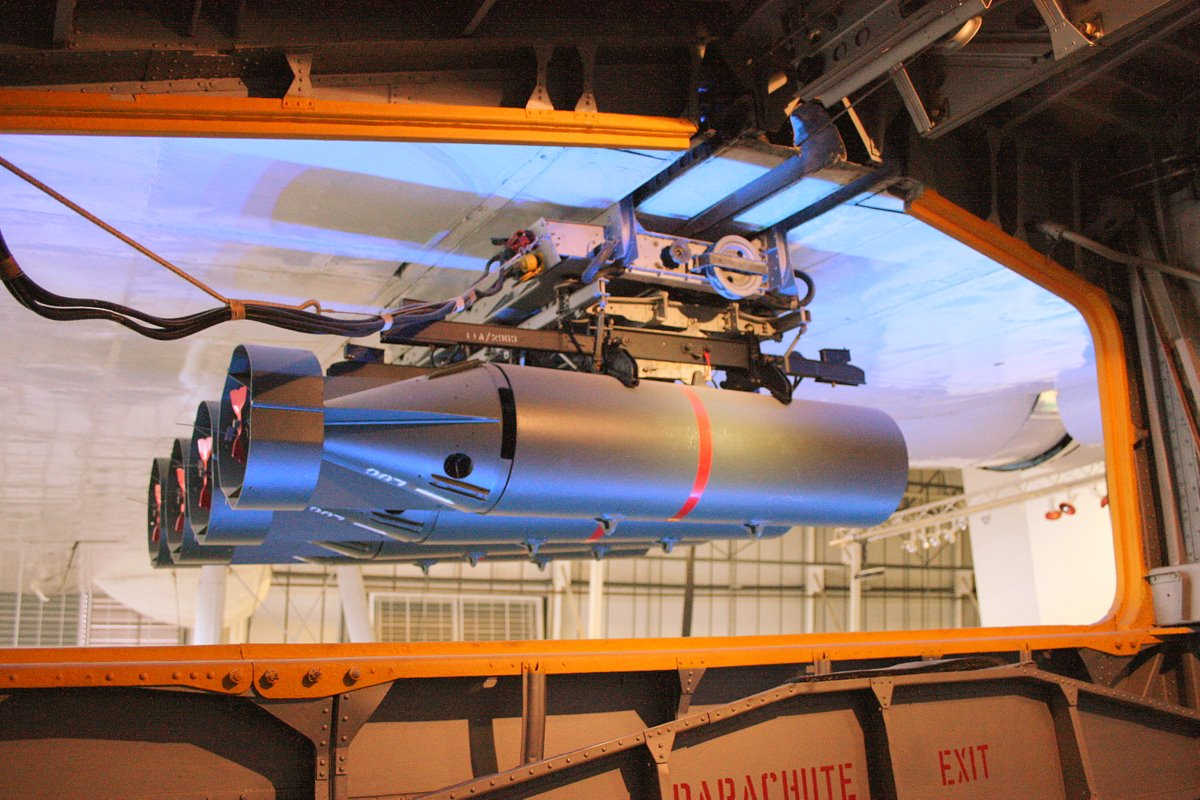
Vue depuis la soute à bombes de la sortie d'un rack de bombes vers l'aile gauche du Short S.25 Sunderland Mk.V ML824 (exposé au RAF Museum de Londres).

Les bombes étaient chargées via un accès spécial situé de part et d’autre de la partie supérieure de la soute à bombes. Ces bombes, chargées dans des conteneurs, pouvaient être sorties ou entrées de la soute à bombe en suivant des rails situés sous l’aile. Elles étaient ensuite installées dans les racks de lancement ou entreposées dans des conteneurs temporaires en attendant leur utilisation. Des trappes, s’ouvrant par gravité, étaient situées sous les racks de lancement permettant le largage des bombes. L’ouverture des trappes était actionnée par le pilote à distance ou depuis la soute. Les munitions utilisées étaient soit des bombes standards soit des charges de profondeur. Les racks de lancement étaient limités à 500 kg chacun, ce qui obligeait l’équipage à les rentrer et à les recharger manuellement une fois la première salve larguée.

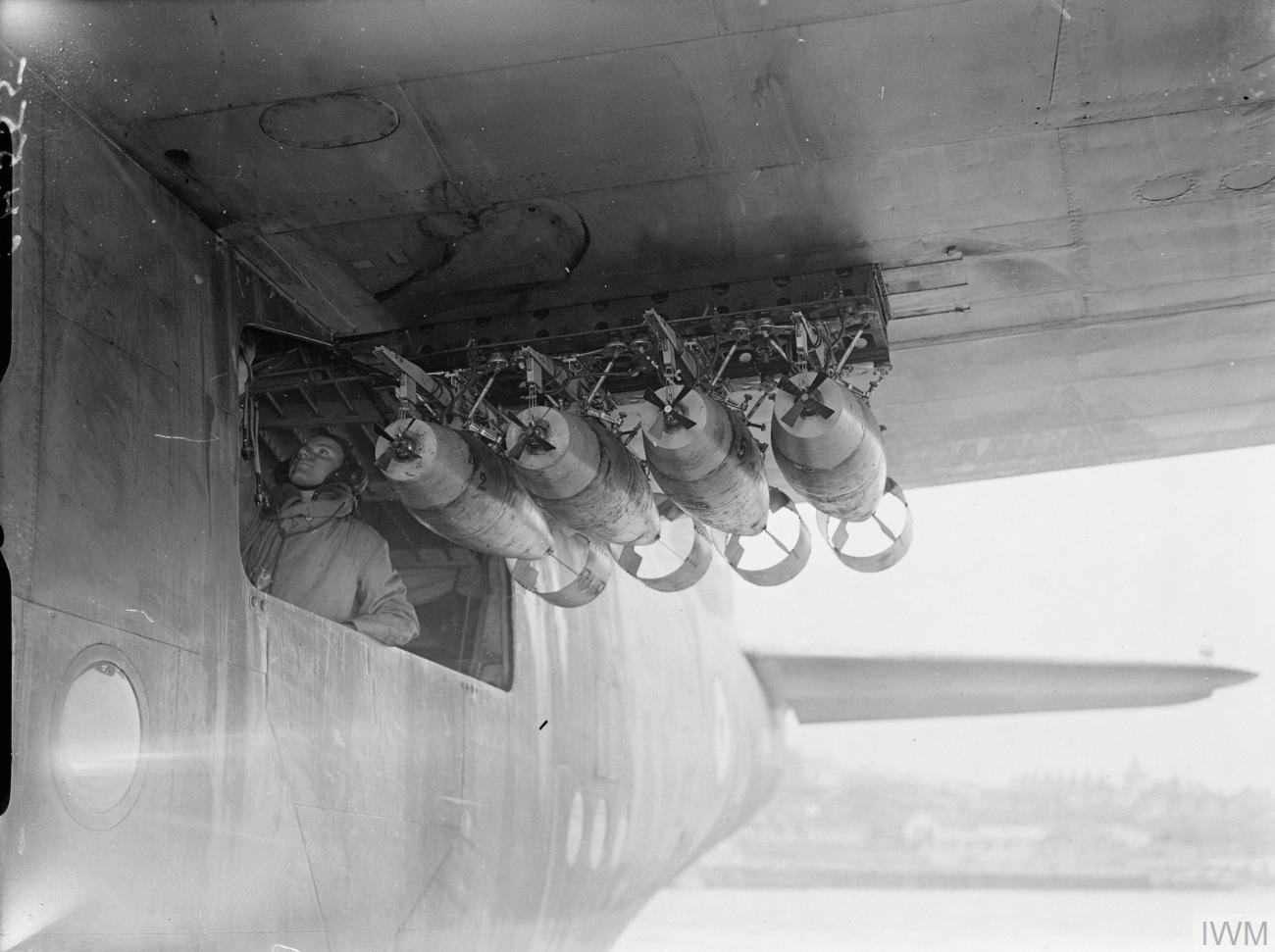
Vue des bombes sous l'aile.

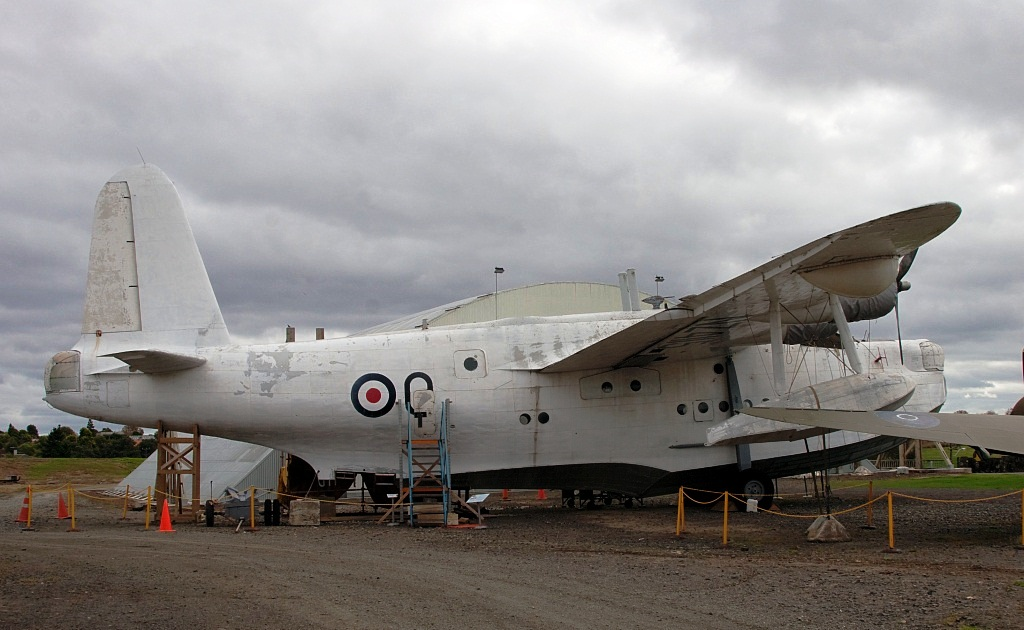
Short S.25 Sunderland Mk.5 NZ4115 « Q for Québec » exposé au Museum of Transport and Technology d'Auckland (Nouvelle-Zélande). Les accès de chargement et de sortie des bombes et les rails sous les ailes sont visibles.

Les mitrailleuses fixes (modification faite par les Australiens) étaient démontées quand l’avion était sur l’eau et stockées dans le local d’arme situé dans la proue. Les toilettes étaient installées dans la proue, à côté de l’escalier permettant de rejoindre le cockpit.
La maintenance des moteurs était possible en ouvrant des panneaux d’accès situés sur le bord d’attaque de l’aile de chaque côté du moteur. Une nacelle facilitant l’accès pouvait être fixée devant le moteur sur ces panneaux ouverts. Un petit moteur à essence auxiliaire, installé dans l’aile droite, pouvait alimenter un puisard et une pompe à carburant pour écoper l’eau et autres liquides de fond de cale ainsi que pour le ravitaillement en carburant. En règle générale, l’appareil était relativement étanche et nécessitait seulement deux personnes pour pomper manuellement le carburant dans les réservoirs.
Que ce soit dans un port abrité ou en pleine mer, le ravitaillement en carburant était effectué par une barge spécialement conçue d’une capacité de 800 gallons et équipée avec une pompe motorisée ou manuelle. Cette action pouvait être faite par des marins entraînés, tandis que la manipulation des trappes d’accès au réservoir était faite par l’équipage.
Une opération de ravitaillement prenait en moyenne 3 à 4 heures pour une équipe de 4 personnes afin de transférer les 2 000 gallons (9 092 litres) de carburant nécessaire. Une réserve d’huile ainsi que des pièces de rechange mineures étaient transportées dans l’appareil pour permettre des réparations et une maintenance autonomes de l’équipage quel que soit le lieu. En cas d’urgence, le ravitaillement pouvait se faire directement à partir des barils de carburant.
Les réparations de la structure étaient effectuées depuis l’intérieur de l’appareil ou étaient reportées jusqu’à une zone de mouillage adaptée (plage ou port). Un des plus sérieux problèmes de l’appareil venait des rivets assemblés à chaud sur la coque qui se sont révélés sensibles à la corrosion. À la suite de l’attaque de l’eau de mer, la tête des rivets se rompait et provoquait des infiltrations, la seule solution de réparation était de transférer l’avion en cale sèche au prix de nombreux rivets supplémentaires.

### Échouage

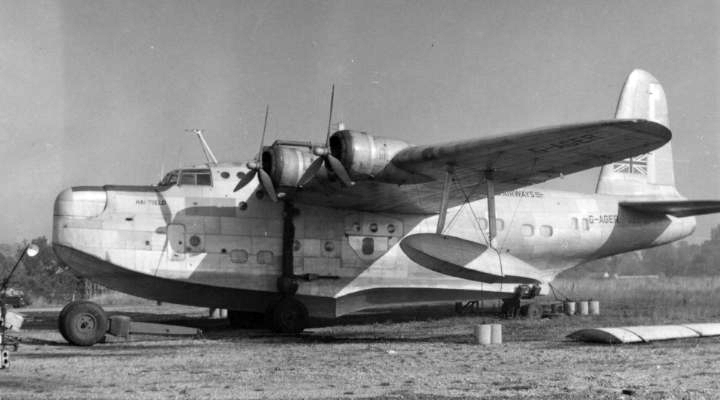
Short Sunderland 3 G-AGER d'Aquila Airways sur Hamble Beach (Hampshire, Angleterre) (29 septembre 1955). Le chariot pour sortir l'appareil de l'eau est visible.

Le Sunderland n'étant pas pourvu de train d'atterrissage, un chariot spécial était nécessaire pour sortir d'appareil de l'eau. Ce chariot sur roues était conçu pour couler sous l'appareil. Le chariot principal constitué des roues principales et terminé par deux potences était fixé sous les ailes et plaqué le long de la coque. L'opération nécessitait que deux personnes s'immergent complètement. Un chariot plus petit venait se placer sous la queue, à l'endroit où la coque remonte pour sortir de l'eau. Les potences du chariot principal venaient se loger dans des butées sous les ailes et n'étaient maintenues en place que par le poids de l'avion.
Une amarre était fixée au bollard avant de l'avion et une autre à un anneau sur la partie arrière. Un treuil électrique approchait l'avion du rivage, à ce moment-là l'amarre de tête était relâchée. Le Sunderland était alors sorti en marche arrière. Le chariot de queue devant être mis en contact avec la piste de halage le plus doucement possible, sous peine de casse. Une fois sorti, un bras de traction était fixé dans ce chariot pour permette à un tracteur d'amener l'avion vers son lieu de stockage.
Cette opération de halage pouvait se révéler difficile en cas de forts vents ou/et courants. N'étant retenu que par une amarre arrière, le nez de l'appareil risquait d'être rabattu sur la rive. Les Sunderlands n'étaient donc sortis de l'eau qu'en cas de nécessité absolue.

### Contrôle des dommages
Un grand flotteur était fixé à l’extrémité de chaque aile pour assurer la stabilité sur l'eau de l'appareil. Sans vent, seul le flotteur du côté le plus lourd touchait l'eau, avec du vent, l’avion pouvait assurer sa stabilité avec ses ailerons sans que les flotteurs touchent l'eau. En cas de perte d'un flotteur lors de l'amerrissage, une partie de l'équipe se positionnait sur l'aile opposée pour garder le flotteur restant sur l'eau le temps que l'avion regagne un ponton.
En cas d'avarie sur la partie inférieure de la coque, les trous devaient être obstrués avant l'amerrissage. L'avion devait alors rejoindre la piste de halage pour être amené à terre ou alors devait s'échouer sur une plage pour ne pas couler. Deux compartiments de la coque devaient être pleins pour entraîner le naufrage de l'appareil. Durant la Seconde Guerre mondiale, beaucoup de Sunderland gravement endommagés étaient délibérément posés sur des pistes d'aviation gazonnées. Et dans au moins un cas, un de ces appareils a pu être réparé pour voler de nouveau.
Des excroissances marines se fixant sur la coque posaient aussi problème : l’augmentation de la traînée induite sur un appareil chargé au maximum pourrait l’empêcher d’atteindre la vitesse de décollage. La solution pour se débarrasser de cette flore et faune indésirable était, soit de parquer l’avion en eau douce suffisamment longtemps pour les tuer, soit de gratter la coque une fois l’avion mis en cale sèche.

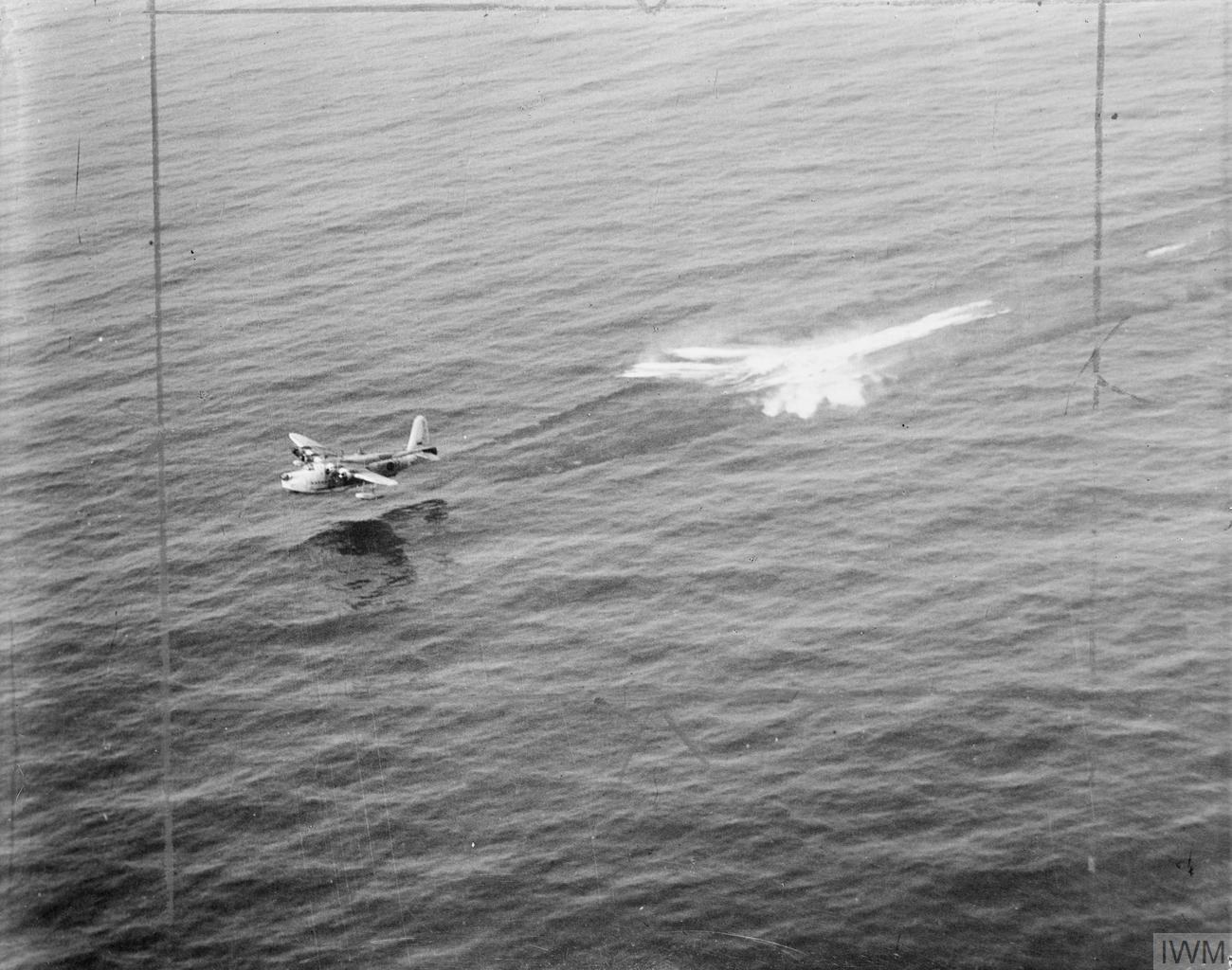
Un Sunderland redécolle après avoir recueilli trois survivants d'un Vickers Wellington abattu dans le Golfe de Gascogne le 27 août 1944. Le Wellington avait été touché en attaquant le sous-marin allemand U-534 la nuit précédente.

Le décollage d’un hydravion dépend principalement de la longueur du plan d’eau disponible. Le premier problème est de permettre à l’avion d’atteindre sa vitesse de déjaugeage, sinon l’avion est trop lent pour décoller. Le problème suivant est d’arracher la coque à la force de succion de l’eau (Théorème de Bernoulli). Néanmoins, la forme de la coque et plus précisément le décrochement en forme de marche sur la partie arrière permettait de contrecarrer ces deux problèmes. En cabrant plus ou moins l’appareil, le pilote pouvait casser l’attraction de l’eau sur la coque. Un décollage face à la houle aidait aussi à libérer la coque de l’eau, tandis qu’un décollage par mer calme nécessitait une plus grande vitesse.

## Variantes

### Prototype
Le premier S.25, aussi désigné Sunderland Mark I, vola pour la première fois au-dessus du fleuve Medway le 16 octobre 1937 avec le pilote d'essai en chef « maison » John Lankester Parker (en) aux commandes. La coque profonde et les tourelles de nez et de queue donnèrent au Sunderland une apparence considérablement différente des autres hydravions de la firme Short. Le prototype était équipé de moteurs Bristol Pegasus, développant chacun 950 ch, les moteurs Pegasus XXII de 1 010 ch prévus n'étant pas disponibles à cette date.
Le canon automatique de 37 mm, initialement prévu comme principale arme anti-sous-marine, fut retiré durant la phase de prototypage et remplacé par une tourelle de nez Nash & Thomson (en) FN-11 armée d'une simple mitrailleuse Vickers de calibre .303 British. Cette tourelle pouvait être treuillée en arrière de la proue, révélant un petit pont et un bollard démontable utilisé pour les manœuvres sur l'eau. Ce changement d'armement provoqua un déplacement du centre vers l'arrière.
Après une première série de vols d'essai, l'appareil retourna à l'atelier et l'aile fut bougée de 4.25° vers l'arrière pour compenser le nouveau centre de gravité, laissant les moteurs et les flotteurs inclinés par rapport à l'axe de l'appareil.
Bien que la charge alaire soit plus élevée que sur la plupart des autres hydravions de la RAF, un système de volets permettait le décollage sur une distance raisonnable. Le S.25 effectua son premier vol avec ses nouvelles ailes et des moteurs Pegasus XXII plus puissants, le 7 mars 1938.
L'enthousiasme officiel pour cet appareil était si grand qu'en mars 1936, bien avant le premier vol du prototype, l'Air Ministry avait déjà commandé 21 exemplaires de production. Pendant ce temps, le
développement de son principal concurrent, le Saunders-Roe A.33 accusait du retard et celui-ci ne vola pas avant octobre 1938. Ce prototype fut définitivement abandonné à la suite de défaillances structurelles apparues durant des tests de roulages à grande vitesse.

### Sunderland Mark I

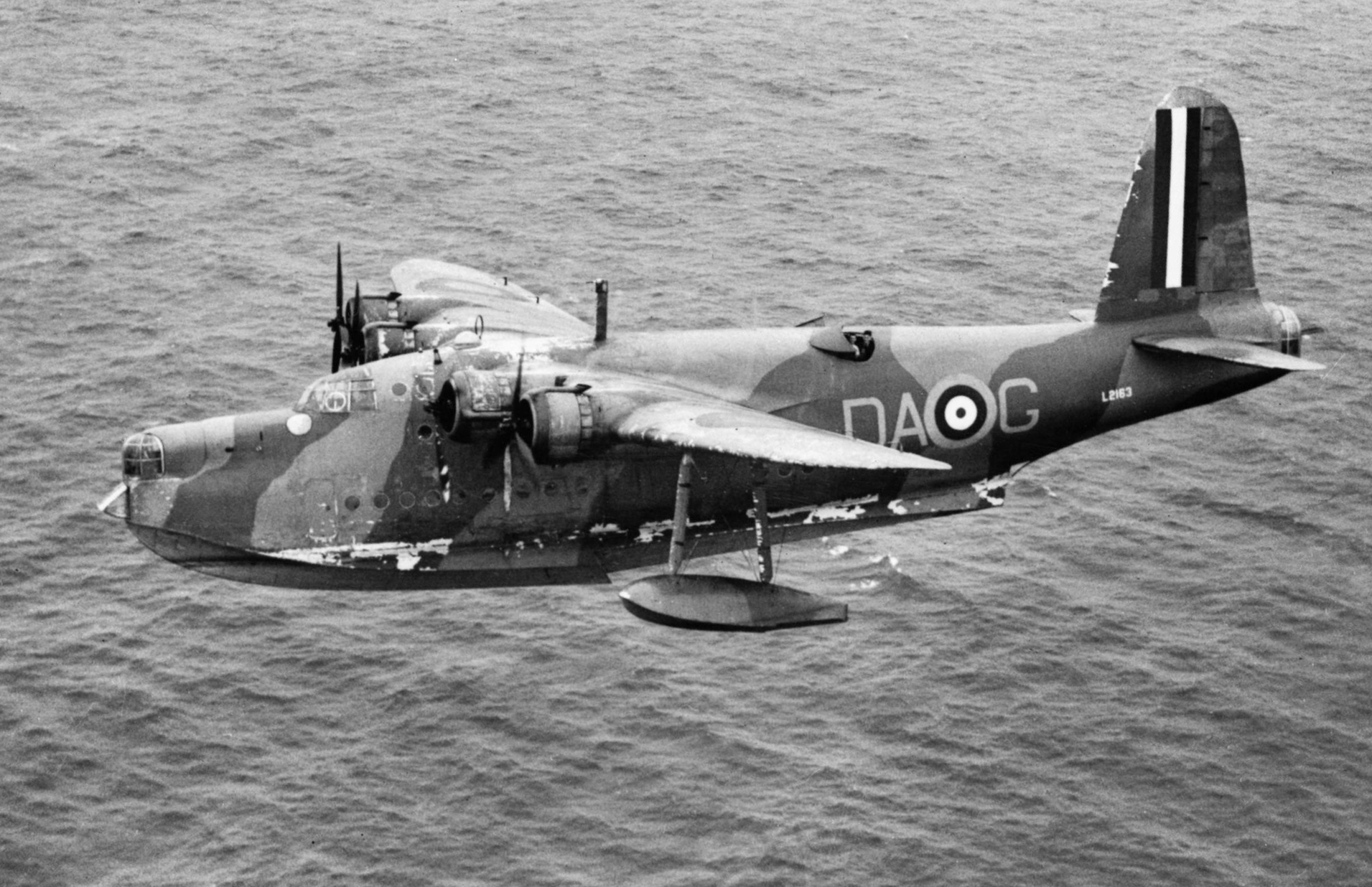
Short S.25 Sunderland Mk.I du 210 Squadron RAF au-dessus de l'Atlantique, escortant le convoi de troupe canadien 6 (TC.6) rentrant à Greenock (31 juillet 1940).

La RAF reçut son premier Sunderland Mark I en juin 1938. Le deuxième appareil de production (immatriculé L2159) fut envoyé au No. 230 Squadron RAF (en) basé à Seletar (Singapour). Au déclenchement de la Guerre en Europe, en septembre 1939, le Coastal Commandpossédait 40 Sunderlands.
La charge offensive principale était de 910 kg (soit 2 000 lbs) et était constituée de bombes de 250 lbs, 500 lbs ou de mines navales de 1 000 lbs, stockées dans des racks de la section centrale. Plus tard, des charges de profondeurs de 250 lbs furent ajoutées. À la fin 1940, l'armement défensif fut augmenté par l'ajout de deux mitrailleuses Vickers K dans des sabords situés juste derrière les ailes et protégées du vent par des déflecteurs, et par l'ajout d'une seconde mitrailleuse dans la tourelle avant. De nouvelles hélices et un système de dégivrage furent aussi installés durant l'année 1940.
Bien que le décollage et l'amerrissage sur mer agitée fussent difficiles, un pilote expérimenté pouvait facilement le manœuvrer sur l'eau. Beaucoup d'équipage de bateaux ou d'avions en perdition dans la Manche furent secourus par des Sunderland. En mai 1941, durant la bataille de Crète, les S.25 permirent d'acheminer 82 fantassins équipés en un seul voyage.
Au début d'octobre 1941, les Sunderlands furent équipés avec des radars Air-Surface ASV Mark II. Il s'agissait d'un système de radar à basses fréquences dont la longueur d'onde était de 1,5 m. Il utilisait 4 grandes antennes de type Yagi installées sur le dessus du fuselage arrière, 2 rangées de 4 antennes plus petites sur le côté du fuselage et une antenne de réception montée sous chaque aile du côté extérieur du flotteur et coudée vers l'extérieur.
Cette variante S.25 Mk I totalisa une production de 75 appareils : 60 produits par les usines Short de Rochester et de Belfast et 15 appareils produits par Blackburn Aircraft à Dumbarton.

### Sunderland Mark II
En août 1941, la production s'orienta vers la nouvelle variante de S.25, la Mark II utilisant des moteurs Bristol Pegasus XVIII à compresseurs à double vitesses de 1 065 ch.
La tourelle de queue fut changée pour une tourelle FN.4A, toujours quadritube (calibre .303 British) mais emportant 2 fois plus de munition que la précédente (1 000 coups par arme). Les derniers exemplaires de production Mk II reçurent également une nouvelle tourelle dorsale FN.7 bitube (calibre .303 british) , montée décalé sur la droite juste derrière les ailes. Les mitrailleuses de sabord orientables furent retirées dans cette version.
Seulement 43 S.25 Mark II furent produits, dont 5 par Blackburn Aircraft.

### Sunderland Mark III
La nouvelle version Mark III du S.25 arriva rapidement en décembre 1941 apportant une coque redessinée (qui fut testée sur un Mark I en juin de cette même année). Cette modification apporta une amélioration de navigabilité mais augmenta le poids de l'appareil. Dans les premières versions de Sunderland, la coque « à marche » qui permettait à l'appareil de s'extraire plus facilement de l'eau avait un décrochement brusque, mais dans la version Mark III ce décrochement était arrondi vers le haut de la coque.
La Mark III fut la variante définitive du Sunderland, avec 461 exemplaires. La plupart furent construits par Shorts à Rochester et Belfast, mais quelque 35 appareils furent produits par la nouvelle usine (mais temporaire) Shorts de White Cross Bay (Lac Windermere (Angleterre)),. Blackburn Aircraft produisit 170 appareils.
Le Sunderland Mark III prouva qu'il était une des armes principales du Coastal Command dans la lutte contre les U-boote, avec le Consolidated PBY Catalina. À partir du moment où les sous-marins allemands commencèrent à utiliser en masse le système passif d'alerte radar Metox (permettant aux U-boote d'être alertés de l'approche d'avions utilisant le radar ASV Mk II), le nombre de détection diminua fortement. La réponse de la RAF fut une nouvelle variante radar ASV Mark III, opérant à partir d'une longueur d'onde de 50 cm avec des antennes pouvant être carénés sous des blisters appropriés.
Le S.25 Mk III fut soumis tout au long de son service actif à des améliorations continues, incluant l'installation du radar ASV Mk IIIA et de 4 mitrailleuses fixes tirant vers l'avant, juste derrière la tourelle de nez et actionnées par le pilote (amélioration développée par la Royal Australian Air Force (RAAF)).
Bien que conçues pour des patrouilles de longues durées (14 heures !), les premières versions de Sunderland n'embarquaient que 500 cartouches par postes de tir. Cependant, des magasins de munitions de 1 000 cartouches furent installées dans les tourelles par la suite. Les mitrailleuses de sabords furent supprimées sur la version Mk II, mais remplacées par des Browning M2 de 12,7 mm sur les versions Mk III et Mk I.
La charge offensive fut aussi augmentée. L'introduction des charges de profondeurs de 250 lb (110 kg) à détonateur hydrostatique permettaient l'emport de munitions supplémentaires directement stockées dans des casiers en bois dans la Bomb room, telles que des bombes antipersonnel de 10 lbs et 25 lbs. Ces bombes étaient « lancées » à la main à travers des trappes de la coque pour harceler les équipages des U-Boote, lorsqu’ils servaient les canons quadritubes de 20 mm ou bitubes de 37 mm installés sur le pont des sous-marins.
Comme les moyens de détections des émissions radars étaient de plus en plus efficaces, les S.25 furent utilisés en patrouille de nuit pour attaquer les sous-marins ennemis obligés de remonter à la surface pour recharger leurs batteries. Le problème de l’attaque de la cible dans l'obscurité fut résolu par l'utilisation de fusées éclairantes d'un pouce (25,4 mm) parachutées au-dessus des U-Boote. À noter que les Sunderland n'utilisèrent jamais de système Leigh light pour illuminer leur cible.

### Sunderland Mark IIIa
Le Sunderland Mark IIIa était une évolution du Mark III bien que ces changements soient partiellement documentés. Les photographies de Mk IIIa suggèrent des changements aux niveaux des trappes à bombes et des moteurs. On peut quand même citer l'exemple du S.25 Mk IIIa immatriculé ML883 du 423 Squadron de la Royal Canadian Air Force (RCAF) possédant des moteurs Bristol Pegasus XVIII, deux hublots par trappes à bombes (alors qu'un autre MkIIIa immatriculé ML442 avait trois hublots par trappe), un radar ASV MkIIIA avec blisters sous le bout des ailes et 4 mitrailleuses supplémentaires installées juste derrière la tourelle avant.

### Sunderland Mark IV
Le Sunderland Mark IV était un avenant à la Air Ministry Specification R.8/42 de 1942, pour une amélioration générale du S.25 équipée de moteurs plus puissants, un meilleur armement défensif et diverses autres améliorations. Ce nouveau Sunderland était destiné au front du Pacifique. Bien que deux prototypes de cette version furent développés sous la dénomination Mk IV, sa ligne était assez différente du S.25 pour qu'il soit nommé S.45 « Seaford » (en).
Par rapport à la Mk III, la variante Mk IV avait une aile renforcée, une dérive plus large et un fuselage plus long, et comportait quelques changements dans sa coque afin d'améliorer ses performances sur l'eau. Son armement avait aussi été repensé avec des mitrailleuses lourdes de 12,7 mm (calibre .50) et des canons Hispano de 20 mm en tourelle dorsale.
30 exemplaires de production furent commandés. Le premier fut livré trop tard pour participer aux combats de la Seconde Guerre mondiale et seulement 8 Seafords virent le jour. Aucun de ces appareils ne servira en opération avec la RAF.

### Sunderland Mark V
La dernière version de production fut le Sunderland Mark V, qui prenait en compte les remontées des équipages sur le manque de puissance des moteurs Pegasus. Le surpoids de l'appareil, en partie due à l'installation du système radar, obligeait les équipages de Sunderland à utiliser les moteurs en régime de combat en vol normal. L'usure prématurée des moteurs nécessitait leur remplacement fréquent. 

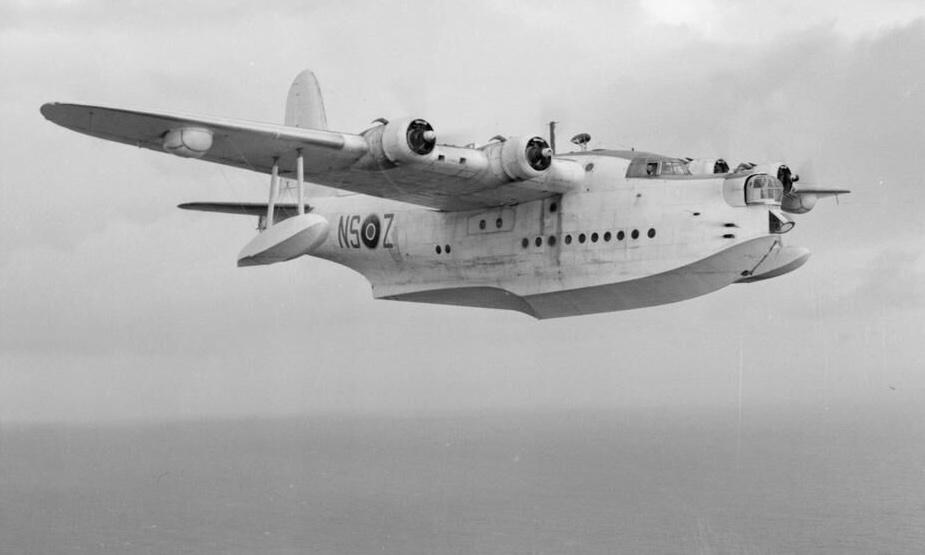
Short S.25 Sunderland Mk.V; on peut distinguer les radomes abritant le radar ASV Mk. VI sous les ailes. À noter qu'il s'agit de l'appareil exposé au RAF Museum de Londres

Les équipages australiens proposèrent d'échanger les moteurs Bristol Pegasus contre des moteurs Pratt & Whitney R-1830B. Ces moteurs 14 cylindres de 1 200ch, déjà utilisés sur les Catalinas et les Dakotas de la RAF, se révélaient simples en logistique et en entretien. Deux Mk III furent sortis des lignes de production début 1944 pour être équipé avec les moteurs américains. Les essais en vol démontrèrent les améliorations attendues. Les nouveaux moteurs équipés de nouvelles  hélices à pas variable assuraient une nette amélioration des performances sans pénaliser le rayon d'action. Ainsi un Sunderland utilisant les moteurs Pratt & Witney pouvait garder une altitude constante avec deux moteurs arrêtés sur le même côté, tandis qu'un sunderland avec des Bristol Pegasus aurait perdu de l'altitude. À la suite de cela, les modèles de production suivants furent équipés de Twin Wasp et le premier Mark V de série fut opérationnel en février 1945. L'armement défensif était similaire au Mk III, la nouveauté résidant dans l'installation du nouveau radar centimétrique ASV Mark VI (qui fut aussi installé sur les derniers modèles de production du S.25 Mk III).
Un total de 155 Sunderland Mark V furent produits, ainsi que 33 S.25 Mk III convertis aux spécifications Mk V. À la fin de la Guerre, les contrats restants pour les Sunderland furent annulés et les derniers hydravions de production furent livrés en juin 1946. Finalement, 477 (+1 prototype) S.25 Sunderland furent produits.

### Transport civil
Fin 1942, la British Overseas Airways Corporation (BOAC) obtient six Sunderland Mk III, qui ont été démilitarisés directement sur la chaîne de production, pour servir d'avion postaux / cargos au Niger et en Inde. Leur configuration était de 22 passagers et 2 tonnes de fret ou 16 passagers et 3 tonnes de fret. Ces appareils furent exploités conjointement par la RAF et par la BOAC pour des liaisons Poole vers Lagos ou Calcutta. Six autres appareils Mk.III furent achetés en 1943. Quelques modifications mineures apportées à l'inclinaison des moteurs et de l'aile augmentèrent de façon significative la vitesse de croisière, amélioration de faible importance pour les S.25 militaires.
Fin 1944, la Royal New Zealand Air Force (RNZAF) acheta 4 S.25 Mk.III, déjà configurés en cargo. Après la guerre, ceux-ci furent utilisés par la compagnie néo-zélandaise National Airways Corporation (en) pour ses liaisons entre les diverses iles du Pacifique sud, le long de la Route de Corail, avant que la Tasman Empire Airways Limited (en) (TEAL) ne reprenne ses trajets avec ses Short Sandringham en 1947.
La BOAC obtint encore quelques Sunderland Mk.III et revisita l'aménagement pour pouvoir transporter 24 passagers, incluant des couchettes pour 16 d'entre eux. Ces conversions civiles furent nommées Hythe, la BOAC en exploitait 29 à la fin de la Guerre. En février 1946, le premier d'entre eux, immatriculé G-AGJM, parcourut 35 313 miles (56 830 km) sur un trajet Poole - Australie - Nouvelle-Zélande - Hong Kong -Shanghai - Tokyo en 206 heures de vol. Ce fut le premier hydravion commercial britannique à visiter la Chine et le Japon.
Une conversion civile plus étudiée du Sunderland fut produite après la guerre par Short et dénommée Short S.25 Sandringham. La version Sandringham Mk.I était motorisée avec des moteurs Bristol pegasus tandis que la Mk.II utilisait des moteurs Pratt & Witney.

### Dans la culture
A la dernière page de l'album "Les 7 boules de cristal" des aventures de Tintin par Hergé, les héros s'envolent d'Europe pour le Pérou à bord d'un Short Sunderland en version civile.
Dans l'ouvrage "U-977 l'odyssée d'un sous-marin allemand" du commandant Heinz Schaeffer, il est fait mention de la destruction au combat de 2 Sunderland ; faisant de ceux-ci, les premiers avions à avoir été abattus par un sous-marin.

## Pays utilisateurs

### Opérateurs militaires
Royal Australian Air Force
No. 10 Squadron RAAF
No. 40 Squadron RAAF (en)
No. 461 Squadron RAAF (en)
 Royal Canadian Air Force
No. 422 Squadron RCAF (en)
No. 423 Squadron RCAF (en)
 Marine nationale (retrait en 1959)
No. 343 Squadron RAF (en), qui deviendra l'Escadrille 7FE
Flottille 1FE
Flottille 7F
Flottille 27F
Escadrilles 12S
Escadrilles 50S l'utilisait en jusqu'en 1962
Escadrilles 53S
 Royal New Zealand Air Force
No. 5 Squadron RNZAF (en)
No. 6 Squadron RNZAF (en)
No. 490 Squadron RNZAF (en)
 NorvègeNorwegian Air Force
No. 330 Squadron RNoAF (en)
 Marinha Portuguesa
 Afrique du Sud South African Air Force
No. 35 Squadron SAAF (en)
 Royal Air Force
No. 85 Squadron RAF
No. 88 Squadron RAF
No. 95 Squadron RAF (en)
No. 119 Squadron RAF (en)
No. 201 Squadron RAF (en)
No. 202 Squadron RAF (en)
No. 204 Squadron RAF (en)
No. 205 Squadron RAF
No. 209 Squadron RAF (en)
No. 210 Squadron RAF (en)
No. 228 Squadron RAF (en)
No. 230 Squadron RAF (en)
No. 240 Squadron RAF (en)
No. 246 Squadron RAF (en)
No. 259 Squadron RAF (en)
No. 270 Squadron RAF (en)
No. 235 Operational Conversion Unit RAF (en)

### Opérateurs civils
Aerolíneas Argentinas
 Ansett Australiautilisa le Sunderland et sa variante Sandringham pour la liaison Rose Bay à partir du Sydney Harbour vers Lord Howe Island jusqu'au 10 septembre 1974,
 Îles Vierges des États-Unis Antilles Airboats (Iles Vierges des États-Unis)
 Aquila AirwaysUtilisa des Sunderland et des Sandringham jusqu'en 1958.
 British Overseas Airways CorporationUtilisa des Sunderland jusqu'en 1942 et des Sandringham jusqu'en 1947.
 Compañía Aeronáutica Uruguaya (en) S.A. (CAUSA)La compagnie uruguayenne utilisa 3 Sunderland jusqu'en 1956 et 2 Sandringham jusqu'en 1955.
 Compañía Argentina de Navegación Dodero SAUtilisa des Sunderlands pour des liaisons Buenos Aires / Montevideo / Asuncion jusqu'en 1946.
 Det Norske Luftfartselskap (en) (DNL ou Norwegian Aviation Company)Jusqu'en 1951 (deviendra la Scandinavian Airlines System)
 National Airways Corporation (en)Utilisera des Sunderland jusqu'en 1951 pour des liaisons vers les iles Norflok / Tonga / Samoas.
 Qantas (Queensland and Northern Territory Aerial Services)
 Trans Oceanic Airways

### Avions survivants

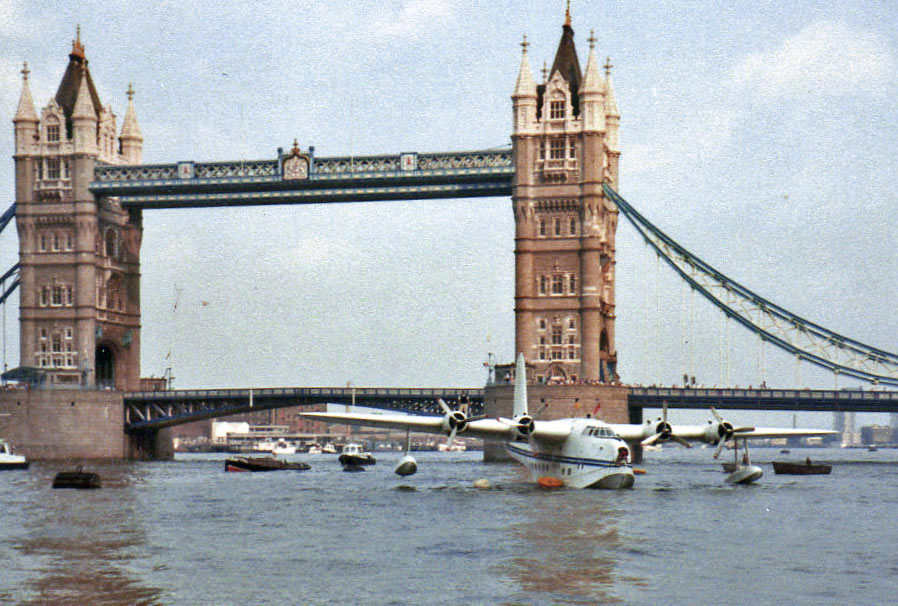
G-BJHS (ML814) Le dernier Short Sunderland en état de vol ancré près du Tower Bridge avant d'être déménagé à Fantasy of Flight en Floride, USA

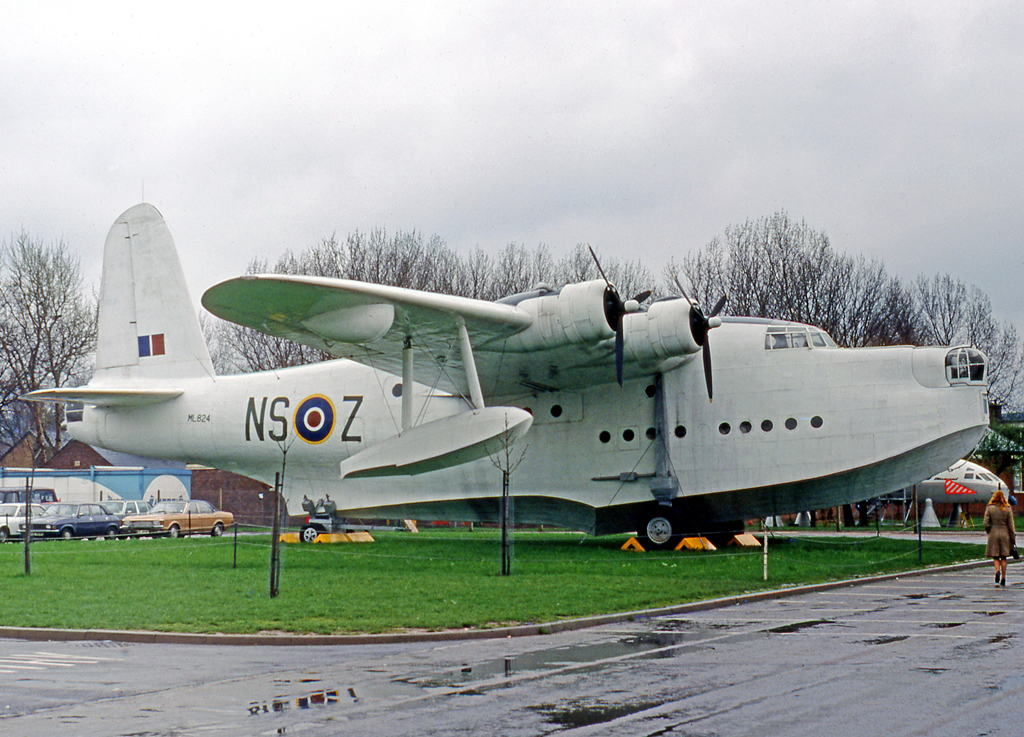
Sunderland V ML824 exposé au musée de la Royal Air Force de Londres à Hendon montrant l'immatriculation No. 201 Squadron RAF. Actuellement sous le hangar n°1.

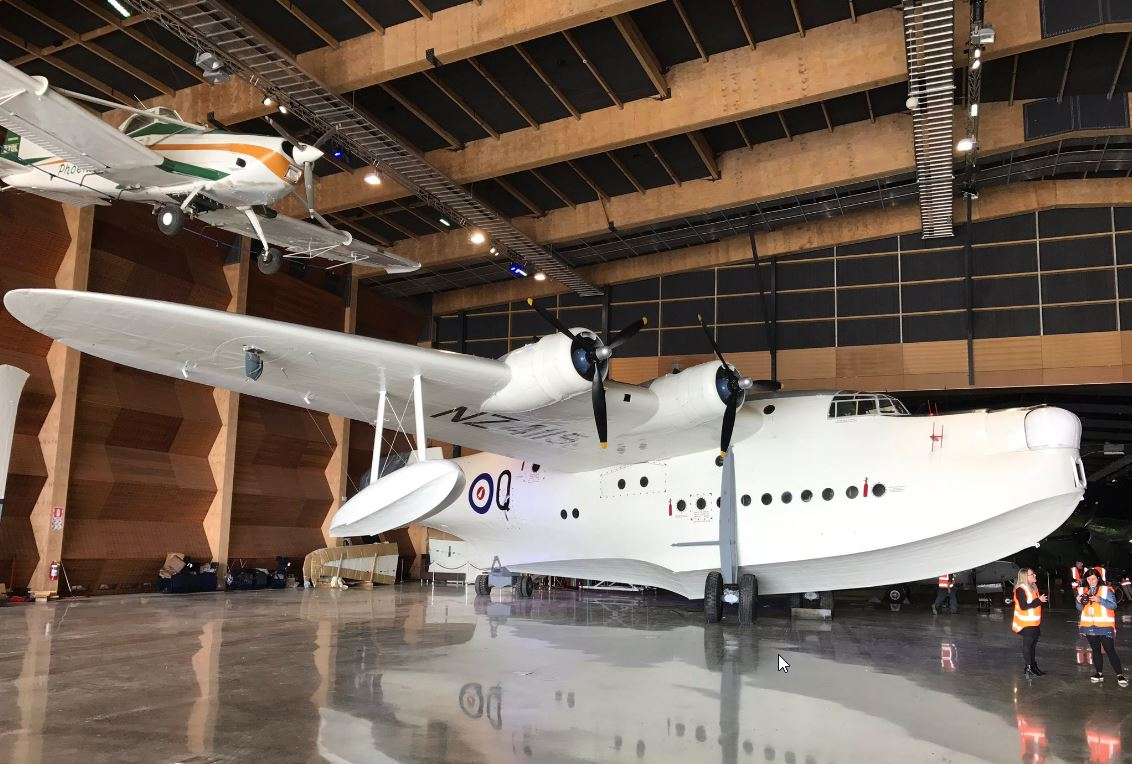
Sunderland au MOTAT Aviation Display Hall, à Auckland

- Le ML814 un Mark III, converti en Mark V puis pour le transport des passagers, est exposé dans Fantasy of Flight de Kermit Weeks en Floride, aux États-Unis. Il a été acheté en 1993 et a traversé l'Atlantique depuis le Royaume-Uni. Selon le site Web de la FoF, le ML814 est le « dernier hydravion à passagers à 4 moteurs qui peut encore voler »[15]. Anciennement immatriculé RNZAF NZ4108 – SH.974b MR.5, il fut transféré à Airlines of New South Wales, il a ensuite été repris par la principale compagnie aérienne australienne Ansett qui est devenu "Ansett Flying Boat Services". Il a opéré à partir de "Rose Bay" (Sydney, (Australie)) jusqu'en 1974. Actuellement, c'est le dernier hydravion quadrimoteur à avoir traversé un océan majeur, mais bien qu'il soit signalé être maintenu en état de navigabilité, il n'a pas volé depuis 1996 et est resté exposé dans le hangar principal du musée pendant la majorité des années 2000, parfois remorqué jusqu'à la rampe extérieure pour certains événements.

De plus, quelques avions ont été conservés en tant qu'expositions permanente de musées.
- Le ML796 est exposé à l'Imperial War Museum Duxford dans le Cambridgeshire en Angleterre.
- Le ML824 est exposé dans le Hangar no 1 du musée de la Royal Air Force de Londres à Hendon, qui l'a acquis en 1971. L'intérieur de l'avion est accessible aux visiteurs[17]. Initialement conservé à Pembroke Dock après son dernier service dans la marine française. Il a effectué son dernier vol de Lanvéoc Pouloc, près de Brest à Pembroke (pays de Galles) le 24 mars 1961[18].
- Le NJ203 de la Royal Air Force (RAF) (Short S.25 Sunderland IV puis Short S.45 Seaford). En 1947, il est converti en Short Solent III par le constructeur Short Brothers de Belfast. En 1949 il devient le G-AKNP "City of Cardiff" de la BOAC. En 1951 acheté par la Trans Oceanic Airways en Australie sous le nom de VH-TOB "Star of Papua". En 1953 passe à la South Pacific Air Lines sous l'immatriculation N9946F "Isle of Tahiti". Dernier vol en 1958 avec la Hughes Tool Company. Depuis 1990, il est exposé au musée de l'aviation à Oakland (Californie, USA).
- Le NZ4111 devenu une épave aux îles Chatham. A servi au 5e Escadron 6 de la Royal New Zealand Air Force (RNZAF) en mars 1959, codé KN-D; il a participé à un défilé aérien pour marquer l'ouverture du pont du port d'Auckland le 30 mai 1959. Le 4 novembre 1959, il a été gravement endommagé lors d'un accident dans les îles Chatham lorsque le Sunderland a heurté des rochers dans la Lagune Te Whanga puis a coulé en eau peu profonde. Il a été dépouillé de pièces utilisables et radié des livres de la RNZAF le 9 décembre 1959. C'était le premier des RNZAF Mk.5 Sunderlands à être radié en raison de dommages. Le fuselage a été découpé en plusieurs morceaux pour une utilisation dans une ferme; les propriétaires ont tenté de réassembler les sections (coque et fuselage)[19].
- Le NZ4112 - utilisé en ponton par le Hobsonville Yacht Club jusqu'en 1970, puis démantelé. Le cockpit et avant de l'avion transportés au Ferrymead Heritage Park pour la Ferrymead Aeronautical Society Inc. Christchurch, Nouvelle-Zélande.
- Le NZ4115 (SH.1552b MR.5), précédemment immatriculé SZ584 et BOAC G-AHJR est exposé au Musée du transport et de la technologie d'Auckland, en Nouvelle-Zélande. L'intérieur et le cockpit ayant été restaurés en profondeur, des réparations de coque ayant aussi eu lieu (selon les normes de navigabilité) ainsi que l'extérieur repeint avec l'immatriculation NZ4115 selon le dernier schéma maritime RNZAF est maintenant exposé à l'intérieur du MOTAT Aviation Display Hall avec le Short Bros TEAL Short Solent ZK-AMO. Les tourelles, les armements, les radars et leurs dômes sont en cours de réaménagement pendant l'exposition.
- Le Sunderland T9044 a été découvert sur le fond marin au large de Pembroke Dock (Pembrokeshire) au Pays de Galles en 2000[20]. Le site est protégé et la récupération de l'avion est en cours[21],[22]. L'épave localisée par Calshot Divers (plongeurs) à Calshot en 2010 est très probablement celle du ML883[23] et non du PP118[24] comme on le pensait initialement. La pratique de la plongée sur ce site d'épave est difficile en raison de sa proximité avec la raffinerie Fawley, la voie de navigation Solent, la station Calshot RNLI et la cale publique.

### Développement lié
- Short Sandringham
- Short Seaford (en)
- Short Stirling

### Aéronefs comparables
- Consolidated PB2Y Coronado
- Kawanishi H8K "Emily"
- Martin PBM Mariner
- Martin PB2M Mars
- Saro Lerwick (en)